# Ackermann-Göggingen
Die Ackermann-Göggingen AG war ein deutsches Unternehmen in der Textilindustrie mit Sitz in Augsburg-Göggingen in Bayern. Sie war an der Singold angesiedelt, um die Wasserkraft für die Produktion von Nähgarn zu nutzen, und gehörte seit 1994 zum Nähgarnhersteller Amann & Söhne.

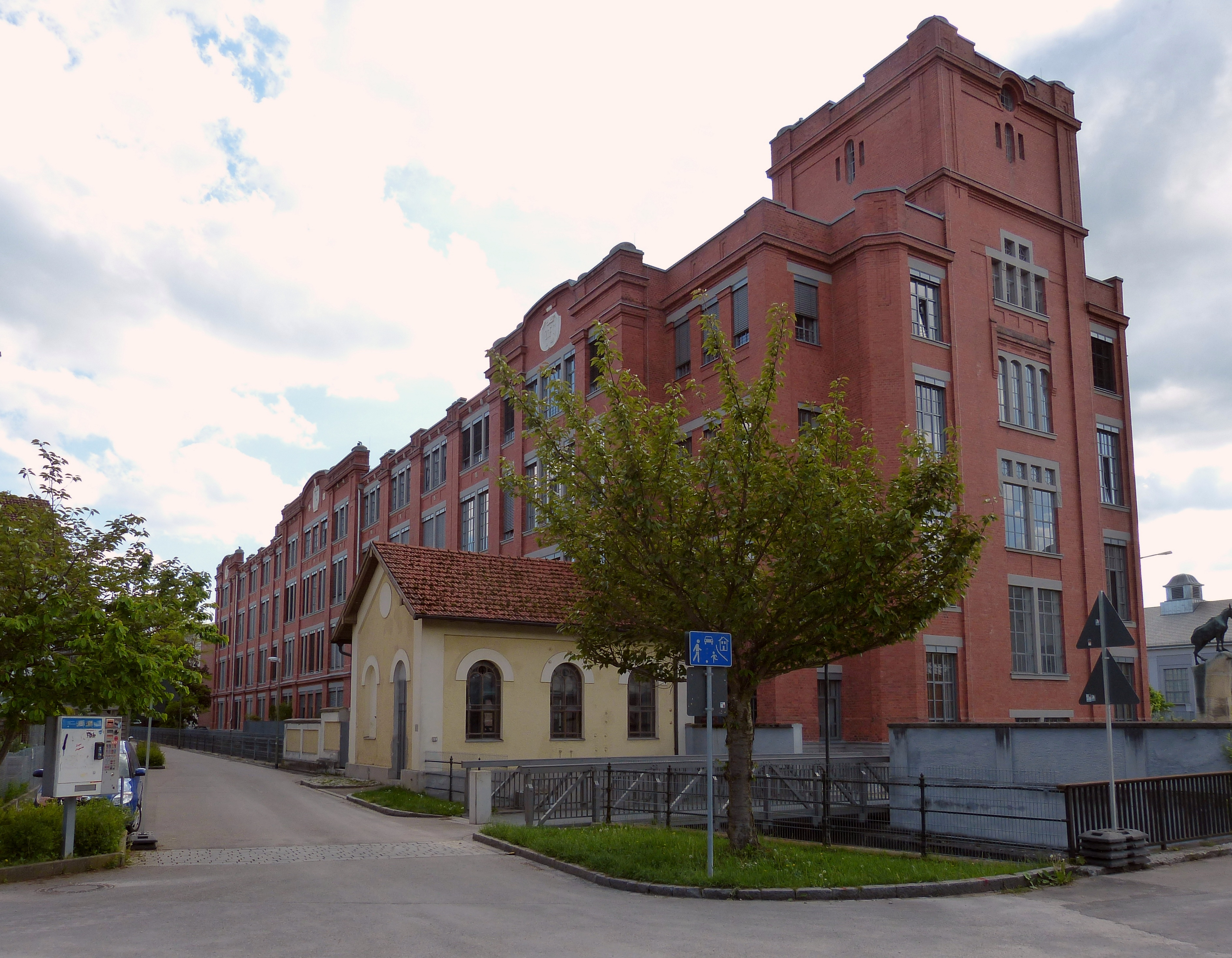
Fabrikgebäude mit dem kleinen Ackermann-Kraftwerk an der Singold

Das Unternehmen geht zurück auf die 1855 gegründete Zwirnerei Eusebius Schiffmacher & Cie., die im April 1872 unter der Firma Zwirnerei und Nähfadenfabrik Göggingen (ZNFG) in eine Aktiengesellschaft mit zunächst 900.000 Mark Kapital umgewandelt wurde.

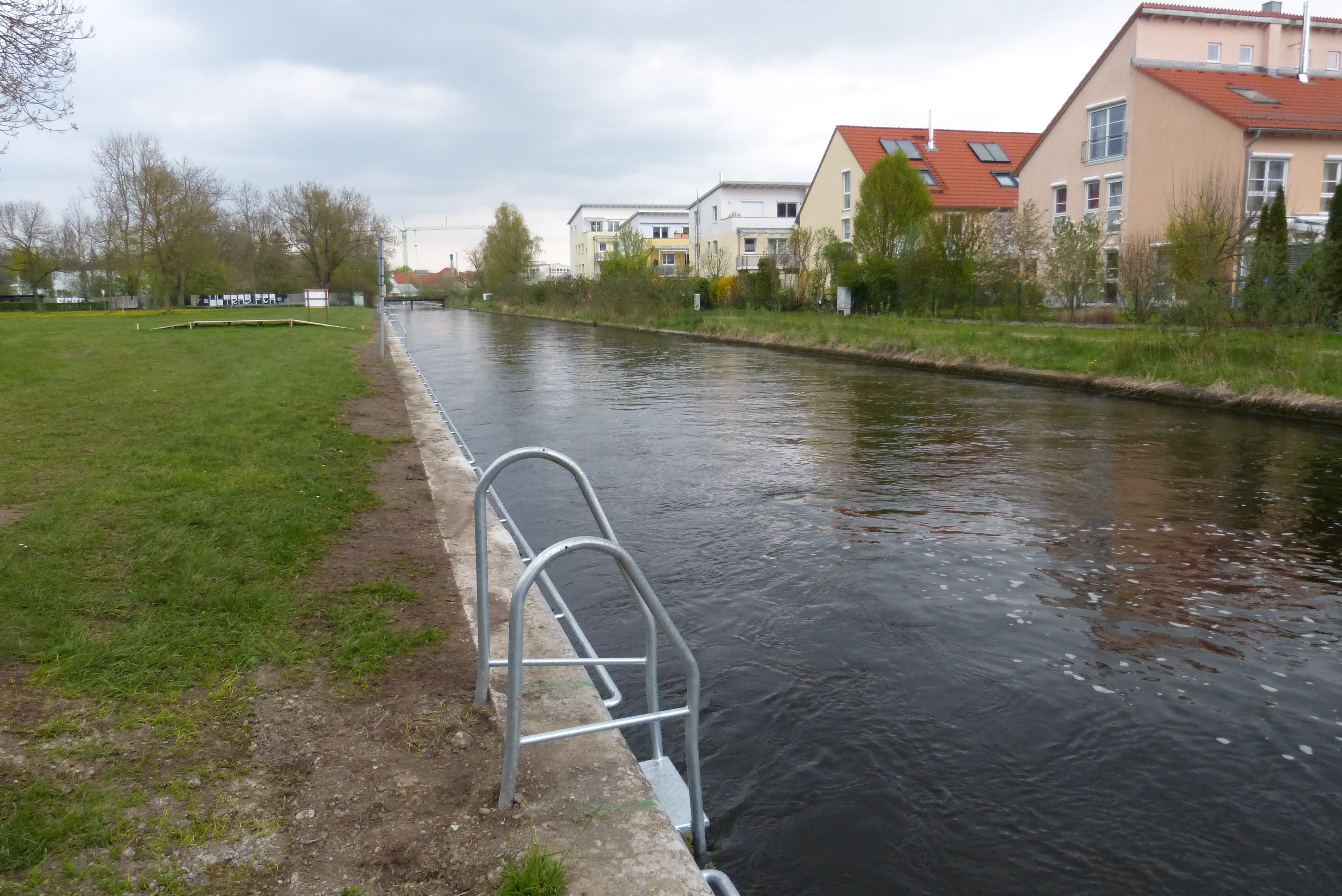
Gögginger Luftbad am Fabrikkanal

Zur Wasserversorgung der ZNFG wurde im Jahr 1884 der Fabrikkanal angelegt. An ihm steht auch das Turbinenhaus der Fabrik. Des Weiteren wurde eine östlich gelegene Arbeiterkolonie errichtet, und westlich des Fabrikkanals das Gögginger Luftbad, eine Freifläche mit Bademöglichkeit im Kanal.
Die ZNFG erweiterte 1908 ihre Produktionsstätten um einen mehrgeschossigen Fabrikbau in Sichtmauerwerk, wobei das renommierte Augsburger Bauunternehmen Thormann & Stiefel für die Bauausführung verantwortlich war. Im Jahr 1912 zählte der Betrieb 1481 Mitarbeiter.
1957 fusionierte die ZNFG mit der Zwirnerei Ackermann in Sontheim zur Ackermann-Göggingen AG. Im Jahr 1994 wurde das Unternehmen aufgrund seiner schwierigen Finanzsituation von Amann & Söhne übernommen. Das ehemalige Fabrikgebäude von 1908 wurde aufwändig saniert, es beherbergt heute Wohnungen und Büros.